# Dąbrówka (Borek)
Dąbrówka – część wsi Borek w Polsce, położona w województwie opolskim, w powiecie kluczborskim, w gminie Byczyna.
W latach 1975–1998 Dąbrówka należała administracyjnie do województwa opolskiego.